# Uncharted 4: A Thief’s End
Az Uncharted 4: A Thief’s End egy 2016-ban kiadott akció-kalandjáték, melyet a Naughty Dog fejlesztett és a Sony Computer Entertainment adott ki PlayStation 4-re. Világszerte 2016. május 10-én jelent meg. A 2011-ben megjelent Uncharted 3: Drake’s Deception folytatása. Az Uncharted sorozat főszereplője Nathan Drake. A kritikusok dicsérték a javuló játékmenetet, az elbeszélést és a grafikát. A 2016-os Game Awards díjátadón az év játéka díjat kapta a legjobb történetvezetés és a legjobb színészi alakítás kategóriában. A játék az első héten több mint 2,7 millió példányban kelt el. A legtöbb példányban elkelt PlayStation 4 videójáték, több mint 15 millió eladott darabbal. Az Uncharted sorozat utolsó kiadása.

## Történet
Az Uncharted 4: A Thief’s End története három évvel az előző rész eseményei után játszódik. A főszereplő gyerekkorában kezdődik a történet, még azelőtt, hogy találkozott volna Sullyval. Egy árvaházban nő fel, bátyját kirúgták az intézetből, majd visszatért és közösen szöktek el kalandvágyból. Fontos dolgokra bukkantak édesanyjuk hagyatékában. Önszántukból egy panamai börtönbe mentek, mivel egy felhalmozott kalózkincs nyoma a börtönben található. Váratlanul menekülniük kellett, végül csak Nathannak sikerült elmenekülnie ,azzal a tudattal, hogy bátyja meghalt. Nathan később feleségül vette Elenát, akivel nyugalomban élt egy nagy családi házban, majd egy váratlan vendég érkezett hozzájuk. Kiderült, nem halt meg bátyja, egy alvilági személy segítségével sikerült megszöknie a börtönből, azzal a feltétellel hogy a kincs felét ő kapja meg. Segítséget kér Nathantól, és kezdetét veszi az utolsó kaland.

## Fogadtatás
| Összegzőoldal | Értékelés |
| ------------- | --------- |
| Metacritic    | 93/100    |

| Szerző         | Értékelés |
| -------------- | --------- |
| Destructoid    | 9,5/10    |
| EGM            | 9/10      |
| Game Informer  | 9,5/10    |
| GameRevolution | [ 6 ]     |
| GameSpot       | 10/10     |
| GamesRadar+    | [ 8 ]     |
| GamesTM        | 9/10      |
| Giant Bomb     | [ 10 ]    |
| IGN            | 9/10      |
| Polygon        | 9/10      |
| VideoGamer.com | 8/10      |
| The Escapist   | [ 14 ]    |

Uncharted 4: A Thief's End pozitív értékeléseket kapott a kritikusoktól. Történetmesélése érett és mély lett, harcai rengeteget javultak, fejezetei pedig példátlanul sokfélék lettek, mind látványban, mind játékmenetben. - írta az IGN.